# Acrocercops insulella
Acrocercops insulella är en fjärilsart som först beskrevs av Walsingham 1891.  Acrocercops insulella ingår i släktet Acrocercops och familjen styltmalar.
Artens utbredningsområde är Dominikanska republiken. Inga underarter finns listade i Catalogue of Life.